# Mary Okwakol
Marie Jossy Nakhanda Okwakol (née en 1951) est une zoologiste ougandaise, professeure d'université, et administratrice d'université. Elle est l'actuelle vice-chancelière de l'Université de Busitema, l'une des neuf universités publiques en Ouganda. Elle occupe ce poste depuis octobre 2006.

## Enfance et éducation
Elle est née dans le village de Namunyumya, dans le District d'Iganga, région de l'est de l'Ouganda, vers 1951. Elle est scolarisée à l'École Primaire Mixte de Namunyumya, puis au Mount Saint Mary's College de Namagunga pour son diplôme d'études secondaires.
Elle est titulaire du diplôme d'un Baccalauréat universitaire en sciences en Zoologie, obtenu en 1974, à l'Université Makerere, la plus ancienne université en Afrique de l'Est. Elle est également titulaire du diplôme de Maîtrise universitaire ès sciences en Zoologie, obtenu en 1976, également à l'Université Makerere, de même que son diplôme de Doctorat (PhD) en Zoologie en 1992.

## Carrière
Après avoir obtenu son diplôme à Makerere en 1974, Marie Okwakol est invitée à la Faculté des Sciences en tant qu'Assistante chargée de cours. Elle a immédiatement entrepris une Maîtrise en études et obtient son diplôme en 1976. Elle est nommée maître de conférences. Elle s'inscrit dans le programme de Doctorat à l'Université d'Oxford au Royaume-Uni, mais a été incapable de continuer en raison de ses responsabilités familiales en Ouganda. Elle part à Makerere et obtient son diplôme en 1992. Depuis, elle est nommée Professeure. À la formation de l'Université de Gulu en 2004, elle est nommée Vice-Chancelière, et elle a exercé cette fonction jusqu'à sa nomination comme Vice-Chancelière de l'Université de Busitema en 2006.

## Autres responsabilités
Okwakol est membre du Forum for African Women Educationalists (FAWE), une Organisation non gouvernementale (ONG) pan-Africaine, fondée en 1992 et active dans 32 pays africains. Le FAWE vise à autonomiser les filles et les femmes à travers l'éducation. Ses membres sont des militants des droits humains, des spécialistes du genre, des chercheurs, des responsables des politiques d'éducation, des vice-recteurs d'université et les ministres de l'éducation. L'organisation a son siège à Nairobi, au Kenya, et possède des bureaux régionaux à Dakar au Sénégal. En mai 2014, elle est nommée Présidente de l'Uganda National Examinations Board (UNEB).

## Publications
Okwakol a publié de nombreux articles dans des revues professionnelles et a écrit des chapitres de livres scientifiques relatifs à ses domaines de spécialisation.
- Okwakol, M.J.N. & Sekamatte, M.B. 2007. Soil macrofauna research in ecosystems in Uganda, African Journal of Ecology, 45 Suppl. 2.
- Soil biodiversity in Uganda, 2007